# Сарт (департамент)
Сарт (на френски: Sarthe) е департамент в регион Пеи дьо ла Лоар, северозападна Франция. Образуван е през 1790 година от централните части на дотогавашната провинция Мен и получава името на река Сарт. Площта му е 6206 km², а населението – 561 050 души (2009). Административен център е град Льо Ман.